# Svezia ai Giochi della I Olimpiade
La Svezia partecipò alle I Olimpiadi moderne, svoltesi dal 6 al 15 aprile 1896 ad Atene. In quel periodo, questa nazione era unita con la Norvegia, ma, nonostante questo, dal momento che l'unico atleta di questa compagine era lo svedese Henrik Sjöberg, non si considera la presenza norvegese all'Olimpiade.

## Risultati

### Atletica leggera
| Atleta         | Evento           | Finale      | Finale                |
| Atleta         | Evento           | Tempo       | Classifica            |
| -------------- | ---------------- | ----------- | --------------------- |
| Henrik Sjöberg | 100 metri piani  | Sconosciuto | Eliminato al 1º turno |
| Henrik Sjöberg | Salto in lungo   | Sconosciuto | 5°-9°                 |
| Henrik Sjöberg | Salto in alto    | 1,66 m      | 4°                    |
| Henrik Sjöberg | Lancio del disco | Sconosciuto | Sconosciuto           |

### Ginnastica
| Atleta         | Evento    | Finale      | Finale      |
| Atleta         | Evento    | Punteggio   | Classifica  |
| -------------- | --------- | ----------- | ----------- |
| Henrik Sjöberg | Volteggio | Sconosciuto | Sconosciuto |